# Hewlett Harbor
Hewlett Harbor est un village du nord-est des États-Unis situé dans le comté de Nassau, dans l'État de New York.

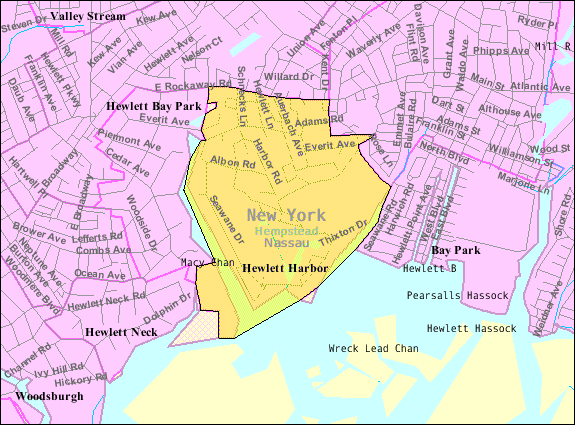
Limites d'Hewlett Harbor selon le bureau américain du recensement.